# Fastlagssöndagen
Fastlagssöndagen, även köttsöndagen, (latin: quinquagesima) är i det svenska kyrkoåret namnet på den söndag som inleder den tre dagar långa fastlagen och som föregår den fyrtio dagar långa fastan. Den liturgiska färgen är blå inom Svenska kyrkan, men vanligtvis violett i andra kyrkosamfund såsom Romersk-katolska kyrkan m.fl.

## Svenska kyrkan
Ett välkänt tema är de texter ur evangelierna som berättar om hur Jesus på väg till Jerusalem för tredje gången berättar om Messias (sitt) förestående lidande.
För fastlagssöndagen finns också inledningsorden till dagens introitus noterat, Esto mihi [in Deum protectorem] (latin, 'Var mig [en skyddande Gud]'), ur Psaltaren 31:3.
Söndagens tema enligt 2003 års evangeliebok är Kärlekens väg. De bibeltexter som används för att belysa dagens tema är:
| Första årgången                                                          | Andra årgången                                                         | Tredje årgången                                                           | Psaltarpsalm      |
| Jesaja 52:13-15 Första Korinthierbrevet 13:1-13 Lukasevangeliet 18:31-43 | Ester 4:12-17 Första Timotheosbrevet 2:4-6 Johannesevangeliet 12:20-33 | Höga visan 8:6-7 Andra Korinthierbrevet 5:14-21 Markusevangeliet 10:32-45 | Psaltaren 86:5-11 |

### Psalmer
Lista över psalmer som anknyter till Fastlagssöndagen.
- Verbums psalmbokstillägg (2003): 738 Herre, du vandrar försoningens väg.[5]

- Psalmer i 2000-talet: 807 En psalm om en orättvis Gud - tack, 833 Inte med makt, 834 Gud av rättvisa och frihet, 835 Någon måste våga, 836 Dansen kring guldkalven, 882 Kärleken som aldrig svek, 895 En ropsång till Gud, 911 Brustet halleluja, 913 O Gud, som vet och ger oss allt.[5]

## Fastelavnssøndag i Danmark
Fastelavnssøndag (50 dagar innan påsk) var ursprungligen en folklig fest med upptåg och lekar. Den följs av hvide tirsdag (fettisdagen) och askonsdagen, som fram till avskaffandet av fasteplikten vid reformationen 1536 inledde 40 dagars påskfasta. Ända fram till 1800-talet hade fastan dock en prägel av botgörings- och andaktstid.